# 神经发生
神经发生（英語：neurogenesis）是指神经元的生成。神经发生是被从神经干细胞和祖细胞增殖分化而成。通过细胞命运测定的精确遗传机制，从不同种类的神经干细胞产生许多不同品种的兴奋性和抑制性神经元 。
大部分的神经发生是在所有动物的胚胎发育阶段，神经发生负责产生生物体所有的神经元。在神经发生之前，神经干细胞首先繁殖直至达到正确数目的祖细胞。

## 参阅
- 神经干细胞
- 放射状胶质细胞